# 维斯马
维斯马（德語：Wismar，發音：[ˈvɪsmaʁ] ⓘ）是德国梅克伦堡-前波美拉尼亚州西北梅克伦堡县的城市，也是西北梅克伦堡县的县治，面积41.72平方千米，2023年12月31日人口为44,022人，是该州第六大城市，也是梅克伦堡地区继罗斯托克、什未林和新勃兰登堡之后的第四大城市。
这座波罗的海城市曾是汉萨同盟成员，并在中世紀後期繁荣发展。时至今日，许多这一时期的建筑仍然保存完好。2002年6月27日，維斯馬老城與施特拉爾松德被列入联合国教科文组织世界遗产名录。

## 历史
维斯马或于1226年由梅克倫堡王朝的海因里希·博尔温一世建立。1259年，这座城市成为汉萨同盟的一部分。
1648年《威斯特伐利亚和约》签署后，维斯马正式成为瑞典帝国的一部分。1803年，瑞典将维斯马归还给梅克倫堡-什未林大公國，但保留了100年后的赎回权。1903年，瑞典正式放弃对此地的主权要求。
在第二次世界大战期间，维斯马遭受了多次空袭。1945年5月2日，英国第6空降师占领了维斯马。1945年7月1日起，维斯马成为德国苏占区的一部分。
1949年—1990年德意志民主共和国时期，维斯马成为东德仅次于罗斯托克的第二大港口，并发展了造船业。

## 姊妹城市
维斯马共与以下城市结为姊妹城市关系：
- 芬兰 凯米（1959年）
- 丹麦 奥尔堡（1961年）
- 法國 加来（1966年）
- 德国 石勒苏益格-荷尔斯泰因州 吕贝克（1987年）
- 瑞典 卡尔马（2002年）
- 阿尔巴尼亚 波格拉德茨（2019年）
- 乌克兰 喬爾諾莫爾斯克（2023年）

此外，维斯马还与下列城市建立了友好联系：
- 挪威 哈尔登（1991年）